# Masira
Masira (arab. ‏مصيرة‎) – wyspa na Morzu Arabskim, u południowo-wschodnich wybrzeży Półwyspu Arabskiego, należąca do Omanu, oddzielona od lądu wąskim kanałem morskim.
Powierzchnia Masiry wynosi ok. 650 km², wyspa ma charakter nizinny, większą jej część zajmują tereny pustynne. Na wybrzeżu znajduje się kilka małych osad, których mieszkańcy zajmują się głównie połowem i przetwórstwem ryb. Na wyspie znajduje się duża kolonia żółwi.
W północnej części wyspy zlokalizowana jest baza lotnicza, która była okupowana przez Wielką Brytanię do końca lat 70. XX wieku.